# Radikal 191
Radikal 191 mit der Bedeutung „kämpfen“ ist eines von  acht traditionellen Radikalen der chinesischen Schrift, die aus zehn Strichen bestehen.
Mit 8 Zeichenverbindungen in Mathews’ Chinese-English Dictionary kommt es nur sehr selten im Lexikon vor.
Die Siegelschriftform zeigt zwei sich in Boxerhaltung gegenüberstehende Menschen. 
Alle Zeichen unter diesem Radikal wurden in der Volksrepublik China verkürzt, es wird das Radikal 68 斗 verwendet.

## Schriftzeichenverbindungen, die vom Radikal 191 regiert werden
| Striche | Zeichen |
| ------- | ------- |
| +0      | 鬥      |
| +04     | 鬦      |
| +05     | 鬧      |
| +06     | 鬨      |
| +08     | 鬩      |
| +10     | 鬪      |
| +12     | 鬫      |
| +14     | 鬬 鬭   |
| +16     | 鬮      |

 Im Unicodeblock Kangxi-Radikale ist das Radikal 191 unter der Codepointnummer 12.222 (U+2FBE) codiert.